# Tuesday Weld
Tuesday Weld (születési nevén Susan Ker Weld; Manhattan, 1943. augusztus 27. –) Golden Globe-díjas amerikai színésznő. Karrierjét gyerekszínészként kezdte, majd az ötvenes években érettebb szerepeket játszott. 1960-ban Golden Globe-díjat nyert a "legígéretesebb újonc" kategóriában. A következő évtizedben drámai szerepeket alakított. A nyolcvanas évek óta csökkent szereplései száma.

## Élete
Susan Ker Weld 1943. augusztus 27-én született. Apja, Lathrop Motley Weld a Weld család tagja volt. 1947-ben hunyt el, 49 éves korában. Anyja, Yosene Balfour Ker a Life magazin illusztrátorának, William Balfour Kernek volt a lánya. William skót felmenőkkel rendelkezett. Anyja, Lily Florence Bell Ker Alexander Graham Bell unokatestvére volt, míg apja, William Ker skót üzletember és bankár volt.
Van két testvére: Sarah King Weld és David Balfour Weld. 1959. október 9-én hivatalosan is "Tuesday Weld"-re változtatta a nevét.
Karrierjét modellként kezdte. Neve, a "Tuesday" ("kedd") a gyerekkori becenevéből, a "Tu-Tu"-ból származik. Unokatestvére, Mary Ker nevezte el így, mivel nem tudta kiejteni a "Susan" nevet.

## Magánélete
Első férje Claude Harz forgatókönyvíró volt 1965-től 1971-ig. Egy lányuk született, Natasha.
1975. szeptember 20-án házasodott össze Dudley Moore színésszel. 1976. február 26-án született meg Patrick nevű fiuk. 1980-ban elváltak.
1985. október 18-án kötött házasságot Pinchas Zukerman hegedűművésszel. 1998-ban elváltak.
Járt Al Pacinóval, David Steinberggel, Mikhail Baryshnikovval (akinek ex-barátnője, Jessica Lange Weld legjobb barátja volt), Omar Shariffal, Richard Gere-rel és Ryan O’Neallel is.
A kétezres években eladta a montauki (New York) házát, és a coloradói Carbondale-be költözött. 2018-ban vásárolt egy egymillió dolláros házat Hollywood Hillsben.